# Ratpenat murí de Medog
El ratpenat murí de Medog (Murina medogensis) és una espècie de ratpenat de la família dels vespertiliònids. És endèmic de la Regió Autònoma del Tibet (Xina). És un ratpenat murí de petites dimensions, amb una llargada de cap a gropa d'uns 37-38 mm. El seu hàbitat natural són els boscos perennifolis de frondoses de clima subtropical. El nom específic medogensis significa ‘de Mêdog’ i es refereix a la seva localitat tipus. Com que fou descobert fa poc, encara no se n'ha avaluat l'estat de conservació.